# Orbais-l'Abbaye
Orbais-l'Abbaye je francouzská obec v departementu Marne v regionu Grand Est. Žije zde 523 obyvatel.

## Geografie

### Sousední obce
| Růžice kompasu | La Ville-sous-Orbais | Igny-Comblizy           |                | Růžice kompasu |
| Růžice kompasu |                      | Sever                   | Suizy-le-Franc | Růžice kompasu |
| Růžice kompasu | Orbais-l'Abbaye      |                         | Suizy-le-Franc | Růžice kompasu |
| Růžice kompasu | Jih                  |                         | Suizy-le-Franc | Růžice kompasu |
| Růžice kompasu | Margny               | La Chapelle-sous-Orbais |                | Růžice kompasu |